# Württembergisches Motorfahrzeugwerk Rottenburg

Emblem des Württembergischen Motorfahrzeugwerks

Das Württembergische Motorfahrzeugwerk Rottenburg (WMR) wurde im Jahr 1929 von dem Rottenburger Wilhelm Jeckel gegründet.
In den Jahren 1929 bis 1931 wurden hier insgesamt 35 Motorräder in verschiedenen Modellen produziert. Die produzierten Maschinen waren mit Motoren von 9 PS bis 28 PS ausgestattet und gehörten zu den Spitzenfabrikaten der Zeit. Die Motorräder wurden unter dem Slogan "Willst du sein der Straße Herr, dann fahre eine WMR." verkauft.
Die mit 28 PS am stärksten motorisierte Ausführung des 500er-Modells versprach über 120 Kilometer pro Stunde Spitzengeschwindigkeit, bei vier Litern Treibstoffverbrauch auf 100 Kilometer und einem Liter Öl auf 500 Kilometer. Der Motor des Spitzenmodells war ein K-Motor „System Küchen obengesteuert“ aus deutscher Produktion, die anderen Maschinen hatten einen Blackburne-Motor aus englischer Produktion.
Nach dem frühen Unfalltod des Firmengründers Ende 1929 wurde in Rottenburg bis zum Konkurs im Jahr 1931 weiter produziert.